# Виселац
Виселац је планина у Републици Српској. Планина је висока 903 м и широка 0,38 км. Подручје око Висленца је веома планинско. У овом подручју је просек 67 људи на километар квадратн. У овом подручју је присутна хемибореална клима. Просечна температура је 9 °C, док је током лета приближно 19 °C, зими температура опада на око - 4 °C. Просечне падавине износе 1.399 милиметара годишње.
| Ј                                     | Ф        | М      | А        | М         | Ј        | Ј        | А        | С        | О       | Н       | Д         |
| 115 −2 −5                             | 145 2 −4 | 90 8 2 | 152 15 4 | 223 18 10 | 94 21 13 | 80 23 15 | 85 22 14 | 122 17 9 | 92 14 6 | 100 7 4 | 102 −2 −5 |
| Просечне макс. и мин. температуре у ° |          |        |          |           |          |          |          |          |         |         |           |
| Укупне падавине у                     |          |        |          |           |          |          |          |          |         |         |           |
| Извор:                                |          |        |          |           |          |          |          |          |         |         |           |

| Империјална конверзија                | Империјална конверзија | Империјална конверзија | Империјална конверзија | Империјална конверзија | Империјална конверзија | Империјална конверзија | Империјална конверзија | Империјална конверзија | Империјална конверзија | Империјална конверзија | Империјална конверзија |
| ------------------------------------- | ---------------------- | ---------------------- | ---------------------- | ---------------------- | ---------------------- | ---------------------- | ---------------------- | ---------------------- | ---------------------- | ---------------------- | ---------------------- |
| Ј                                     | Ф                      | М                      | А                      | М                      | Ј                      | Ј                      | А                      | С                      | О                      | Н                      | Д                      |
| 4,5 28 23                             | 5,7 36 25              | 3,5 46 36              | 6 59 39                | 8,8 64 50              | 3,7 70 55              | 3,1 73 59              | 3,3 72 57              | 4,8 63 48              | 3,6 57 43              | 3,9 45 39              | 4 28 23                |
| Просечне макс. и мин. температуре у ° |                        |                        |                        |                        |                        |                        |                        |                        |                        |                        |                        |
| Укупне падавине у инчима              |                        |                        |                        |                        |                        |                        |                        |                        |                        |                        |                        |

| Ј                                     | Ф        | М      | А        | М         | Ј        | Ј        | А        | С        | О       | Н       | Д         |
| 115 −2 −5                             | 145 2 −4 | 90 8 2 | 152 15 4 | 223 18 10 | 94 21 13 | 80 23 15 | 85 22 14 | 122 17 9 | 92 14 6 | 100 7 4 | 102 −2 −5 |
| Просечне макс. и мин. температуре у ° |          |        |          |           |          |          |          |          |         |         |           |
| Укупне падавине у                     |          |        |          |           |          |          |          |          |         |         |           |
| Извор:                                |          |        |          |           |          |          |          |          |         |         |           |

| Империјална конверзија                | Империјална конверзија | Империјална конверзија | Империјална конверзија | Империјална конверзија | Империјална конверзија | Империјална конверзија | Империјална конверзија | Империјална конверзија | Империјална конверзија | Империјална конверзија | Империјална конверзија |
| ------------------------------------- | ---------------------- | ---------------------- | ---------------------- | ---------------------- | ---------------------- | ---------------------- | ---------------------- | ---------------------- | ---------------------- | ---------------------- | ---------------------- |
| Ј                                     | Ф                      | М                      | А                      | М                      | Ј                      | Ј                      | А                      | С                      | О                      | Н                      | Д                      |
| 4,5 28 23                             | 5,7 36 25              | 3,5 46 36              | 6 59 39                | 8,8 64 50              | 3,7 70 55              | 3,1 73 59              | 3,3 72 57              | 4,8 63 48              | 3,6 57 43              | 3,9 45 39              | 4 28 23                |
| Просечне макс. и мин. температуре у ° |                        |                        |                        |                        |                        |                        |                        |                        |                        |                        |                        |
| Укупне падавине у инчима              |                        |                        |                        |                        |                        |                        |                        |                        |                        |                        |                        |